# Bučkovci
Bučkovci este o localitate din comuna Ljutomer, Slovenia, cu o populație de 124 de locuitori.